# هنري بولسون
هانك بولسون (بالإنجليزية: Henry Paulson)‏ (و. 1946 – م) هو مصرفي من الولايات المتحدة الأمريكية ولد في بالم بيتش، فلوريدا.
تولى منصب وزير الخزانة الأمريكي الرابع والسبعين. وقبل عمله في الوزارة، شغل بولسون منصب الرئيس والمدير التنفيذي لشركة غولدمان ساكس. وهو الآن زميل في كلية هاريس للدراسات السياسية العامة ورئيس معهد بولسون في جامعة شيكاغو، التي أسسها في عام 2011 لتعزيز النمو الاقتصادي المستدام وبيئة أنظف في جميع أنحاء العالم، مع التركيز على الولايات المتحدة والصين. 

## التعليم
تعلم في دارتموث، وكلية هارفرد للأعمال، وجامعة هارفارد.

## روابط خارجية
- هنري بولسون على موقع IMDb (الإنجليزية)
- هنري بولسون على موقع الموسوعة البريطانية (الإنجليزية)
- هنري بولسون على موقع مونزينجر (الألمانية)
- هنري بولسون على موقع إن إن دي بي (الإنجليزية)
- هنري بولسون على موقع قاعدة بيانات الفيلم (الإنجليزية)